# Ungarisches Fallschirmjäger-Truppen-Abzeichen

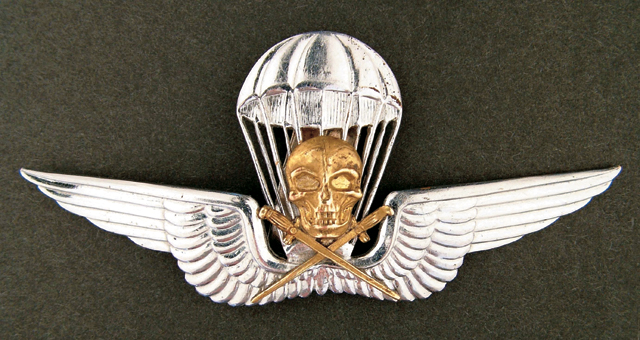
Ungarisches Fallschirmjäger-Truppen-Abzeichen

Das Ungarische Fallschirmjäger-Truppen-Abzeichen war eine Tätigkeitsauszeichnung der 1938 neu gegründeten Königlich Ungarischen Luftstreitkräfte des Königreiches Ungarn unter dem  Reichsverweser und Staatsoberhaupt Miklós Horthy. Allerdings wurde dieses Tätigkeitsabzeichen erst 1940 eingeführt und dann bis 1945 getragen. Die Verleihung erfolgte, nebst Urkunde und Ausweis, durch den Kommandanten der Fallschirmtruppe nach mindestens vier Fallschirmabsprüngen und durfte nur solange getragen, wie der Beliehene dieser Truppengattung zugehörig war.

## Aussehen und Trageweise
Das ungarische Fallschirmjäger-Truppen-Abzeichen für Offiziere ist 80 mm breit und 36 mm hoch und zeigt auf grasgrüner Tuchunterlage ein goldgesticktes Adlerschwingenpaar in dessen Mitte sich ein silber gestickter frontal blickender Schädel befindet. Darunter sind zwei diagonal gekreuzte Schwerter, ebenfalls silbrig gestickt und über den Schädel ein stilisierter offener Fallschirm mit Leinen der eine Breite von 25 mm hat. Das Abzeichen für Unteroffiziere ist von gleichen Aussehen, aber in patinierten Metall als Spanger gehalten. Beide Typen wurden über der rechten Brusttasche getragen.